# 小山宙哉
小山宙哉（日语：小山 宙哉，1978年9月30日—），出生於京都府的日本男性漫畫家。代表作是宇宙兄弟。

## 經歷
有當過設計公司的上班族的經驗，然後在『Morning』上發表「GGG」而榮獲第14回MANGA OPEN審査委員賞(渡瀨政造賞)。之後在榮獲『劇團JET'S』的第15回MANGA OPEN大賞。
在那之後，他於越野良的底下擔任助手，並為『晴飛得意』的連載做準備，在Morning2006年3‧4期的合併號上開始連載『晴飛得意』。然後繼續連載『GGG』。在2007年12月開始在Morning上連載『宇宙兄弟』是首次的週刊連載作品。這個作品在2010年（平成22年）的榮獲第56回小學館漫畫賞一般向部門，還有2011年（平成23年）的第35回講談社漫畫賞一般部門。

## 人物
他曾經有住在埼玉縣的時期。在小學時喜歡打棒球，在國中時喜歡踢足球。之後進入美術系的高中進修，因為足球社的地面非常狹窄，而作了個足球同好會。
在小學和國中時期他就夢想成為足球選手或是畫家。至於成為漫畫家則是在他考慮過後認為「我希望我做的到」，因為這個決心後來讓『GGG』榮獲獎項。讓他受影響的漫畫家有鳥山明、井上雄彥、松本大洋、小林誠、新井英樹等，其中『灌籃高手』影響他最大。他喜歡的音樂家UNICORN。
他名字裡「宙」這個字，並不是為了『宇宙兄弟』而取的筆名，這正是他的本名，所以與『宇宙兄弟』是沒有關連性的。

## 作品
- GGG（ジジジイ-GGG-）- 以隨身攜帶的『GGG』也同樣是主角（一個70歳飛毛腿的小偷）的新描繪的作品。
- 晴飛得意（ハルジャン）- 描寫跳台滑雪的作品。
- 宇宙兄弟 - 動畫化、電影化。

## 演出
- 動畫宇宙兄弟 （2013年2月17日，日本電視台）- 第45話，剧中电视机内综艺节目的搞笑艺人面紙太郎二人组 角色※原作者與友情客串。

## 師父
- 越野良

## 相關項目
- 辻田（好朋友）

## 外部連結
- 小山宙哉官方網站 （页面存档备份，存于） （日語）
- 小山宙哉的Facebook專頁 （日語）
- 專訪引導人們 （页面存档备份，存于） （日語）
- 漫畫全卷.com （页面存档备份，存于） （日語）
- Morning（宇宙兄弟） （日語）